# 国道131号

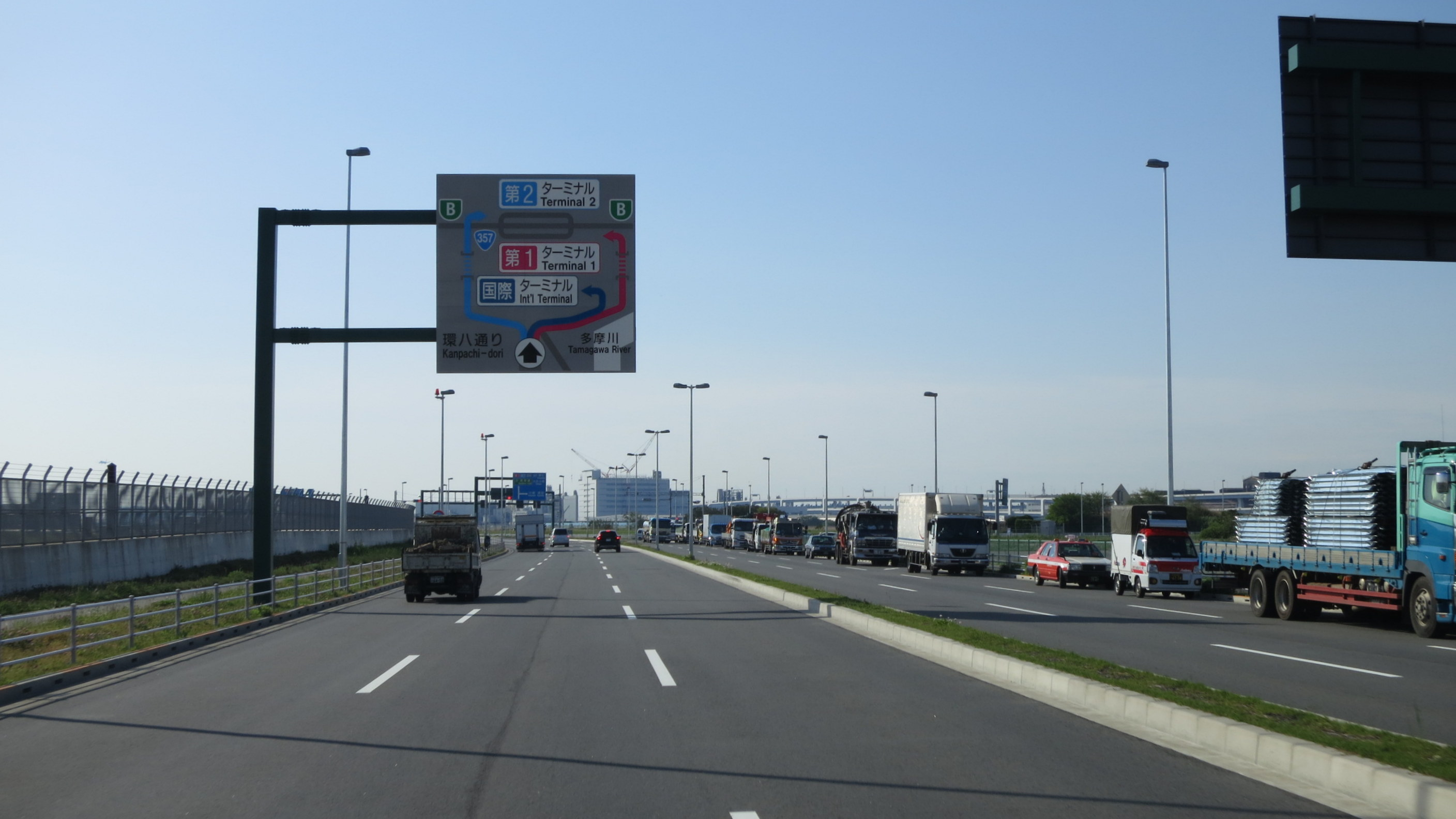
国道131号 起点
羽田空港付近

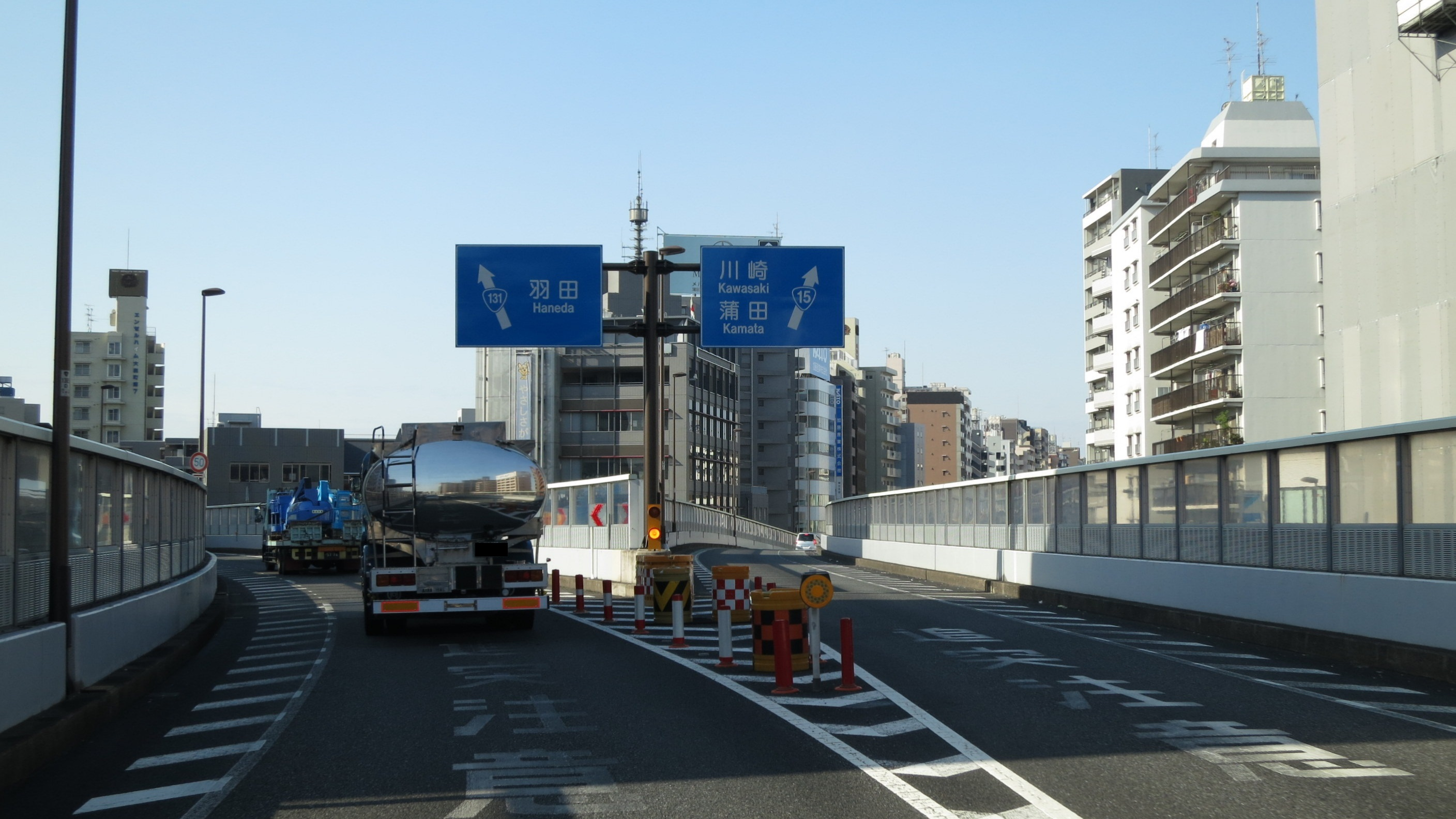
国道131号 終点
東京都大田区 大森警察署前交差点付近

国道131号（こくどう131ごう）は、羽田空港から東京都大田区大森東二丁目に至る一般国道である。

## 概要

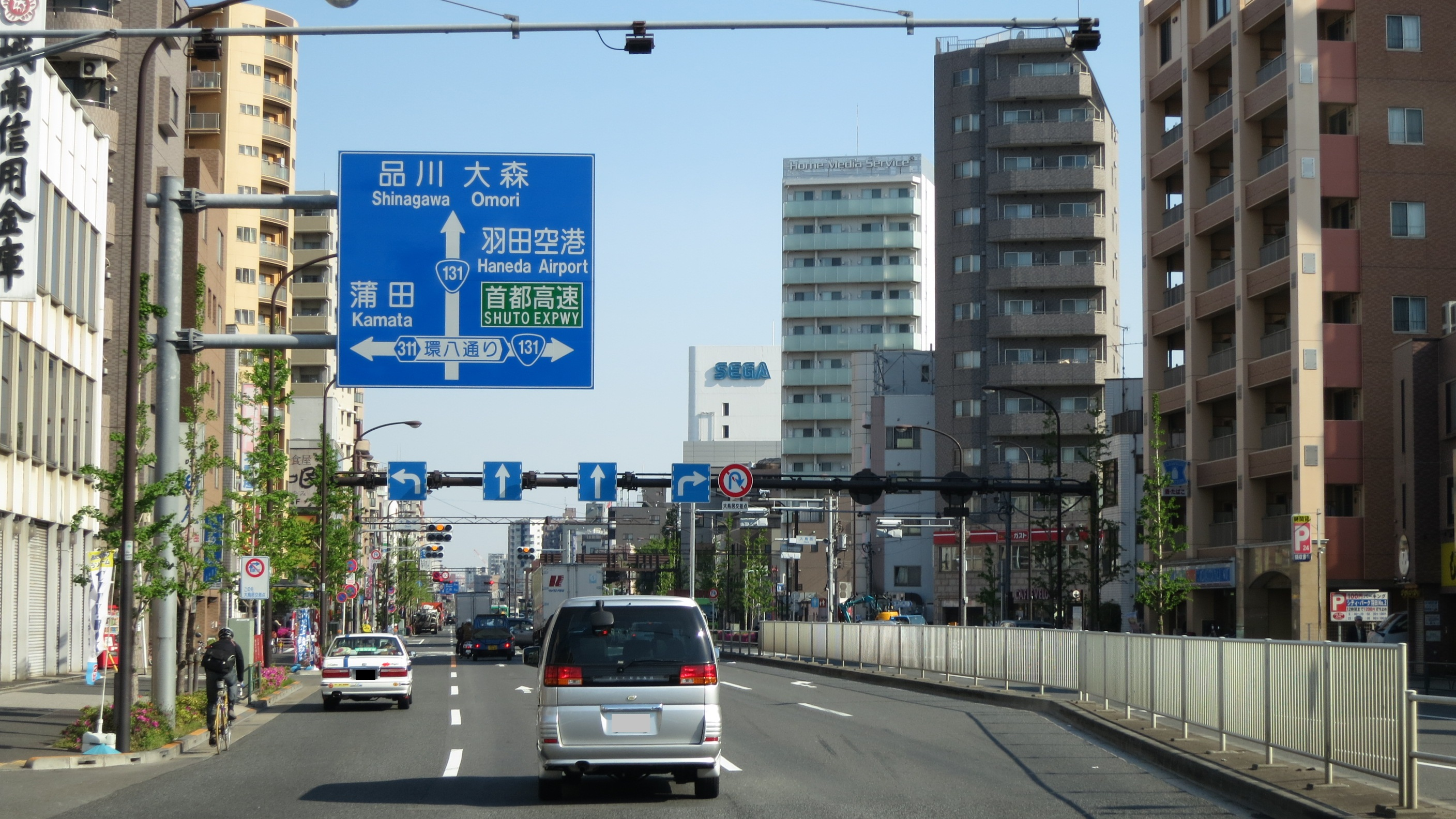
東京都大田区羽田1丁目付近
（2013年4月）

東京国際空港（羽田空港）敷地の西端に位置する東京都大田区羽田空港一丁目の天空橋駅付近から、環八通り、大鳥居交差点、産業道路と経て、同区大森東二丁目の国道15号（第一京浜）交点（大森警察署前交差点）とを結ぶ延長3.6 kmの一般国道の路線で、いわゆる港国道のひとつ。同路線の環八通り区間上に、首都高速1号羽田線へと相互乗り入れできる羽田出入口（羽田ランプ）がある。もともと起点は空港ターミナルの位置にあった訳ではなく、1998年（平成10年）の空港ターミナル移転によって、さらに起点がターミナルから遠ざかった場所に位置することとなった。

### 路線データ
一般国道の路線を指定する政令に基づく起終点および重要な経過地は次のとおり。
- 起点：羽田空港（穴守橋東詰）
- 終点：東京都大田区大森東二丁目（大森警察署前交差点 = 国道15号交点）
- 重要な経過地：なし
- 総延長 : 3.6 km[3][注釈 2]
- 重用延長 : なし[3][注釈 2]
- 未供用延長 : なし[3][注釈 2]
- 実延長 : 3.6 km[3][注釈 2]
  - 現道 : 3.6 km[3][注釈 2]
  - 旧道 : なし[3][注釈 2]
  - 新道 : なし[3][注釈 2]
- 指定区間：なし[4]

## 歴史
- 1953年（昭和28年）5月18日 - 二級国道131号羽田空港線（羽田空港 - 東京都大田区大森町）として指定施行[5]。
- 1965年（昭和40年）4月1日 - 道路法改正により一級・二級区分が廃止されて一般国道131号として指定施行[2]。

## 路線状況

### 通称
- 環八通り（穴守橋東詰 - 大鳥居交差点）
- 産業道路（大鳥居交差点 - 大森警察署前交差点）

### 道路施設

#### 橋梁
- 穴守橋（海老取川）
- 呑川新橋（新呑川）

## 地理

### 通過する自治体
- 東京都
  - 大田区

### 交差する道路
- 国道15号（大田区大森警察署前交差点）
- 電業社通り（東芝通り） - 糀谷南交差点で交差

### 沿線
- 東京国際空港（羽田空港）
- 京急空港線
  - 天空橋駅 - 穴守稲荷駅 - 大鳥居駅
- 穴守稲荷神社旧一の大鳥居（大田区羽田空港一丁目）
- 羽田クロノゲート（大田区羽田旭町）
- 首都高速1号羽田線 羽田出入口（大田区羽田四丁目）
- 大田区立大森東中学校（大田区大森東四丁目）
- 大田区立大森第一小学校（大田区大森東三丁目）
- 大森警察署（大田区大森中一丁目）